# آلبرت کامیل ویتال
آلبرت کامیل ویتال (انگلیسی: Albert Camille Vital؛ زادهٔ ۱۸ ژوئیهٔ ۱۹۵۲) یک سیاست‌مدار اهل ماداگاسکار است. وی از دسامبر ۲۰۰۹ تا نوامبر ۲۰۱۱ نخست‌وزیر این کشور بود.